# Zwicky (cráter)

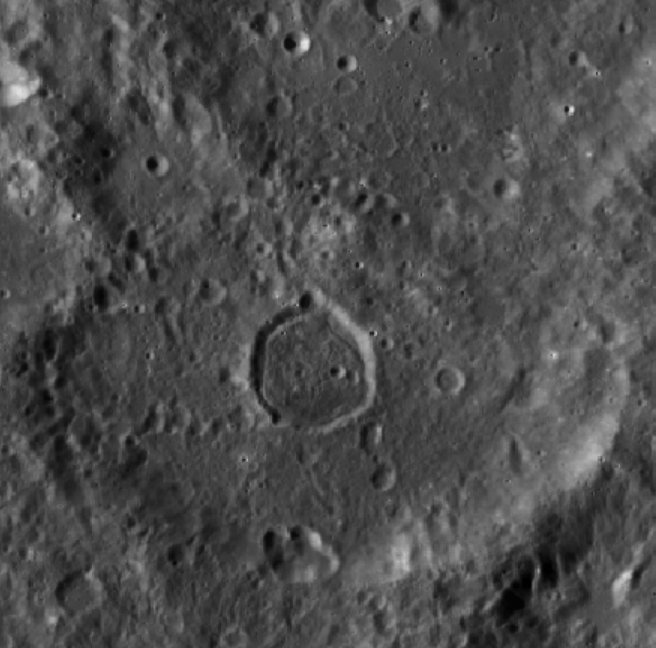
Imagen LRO de Zwicky.

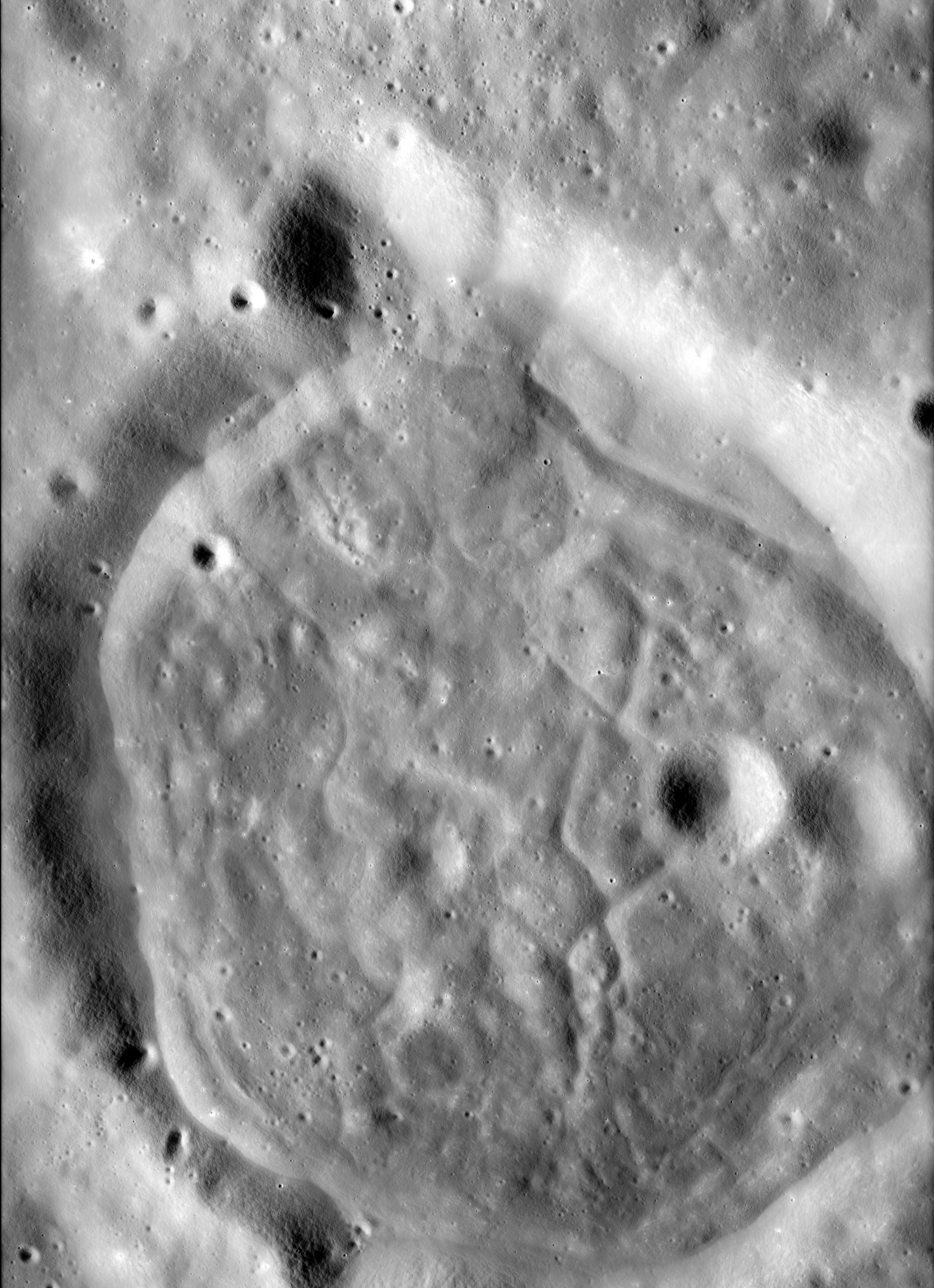
Zwicky N desde el Apolo 17 (cámara panorámica).

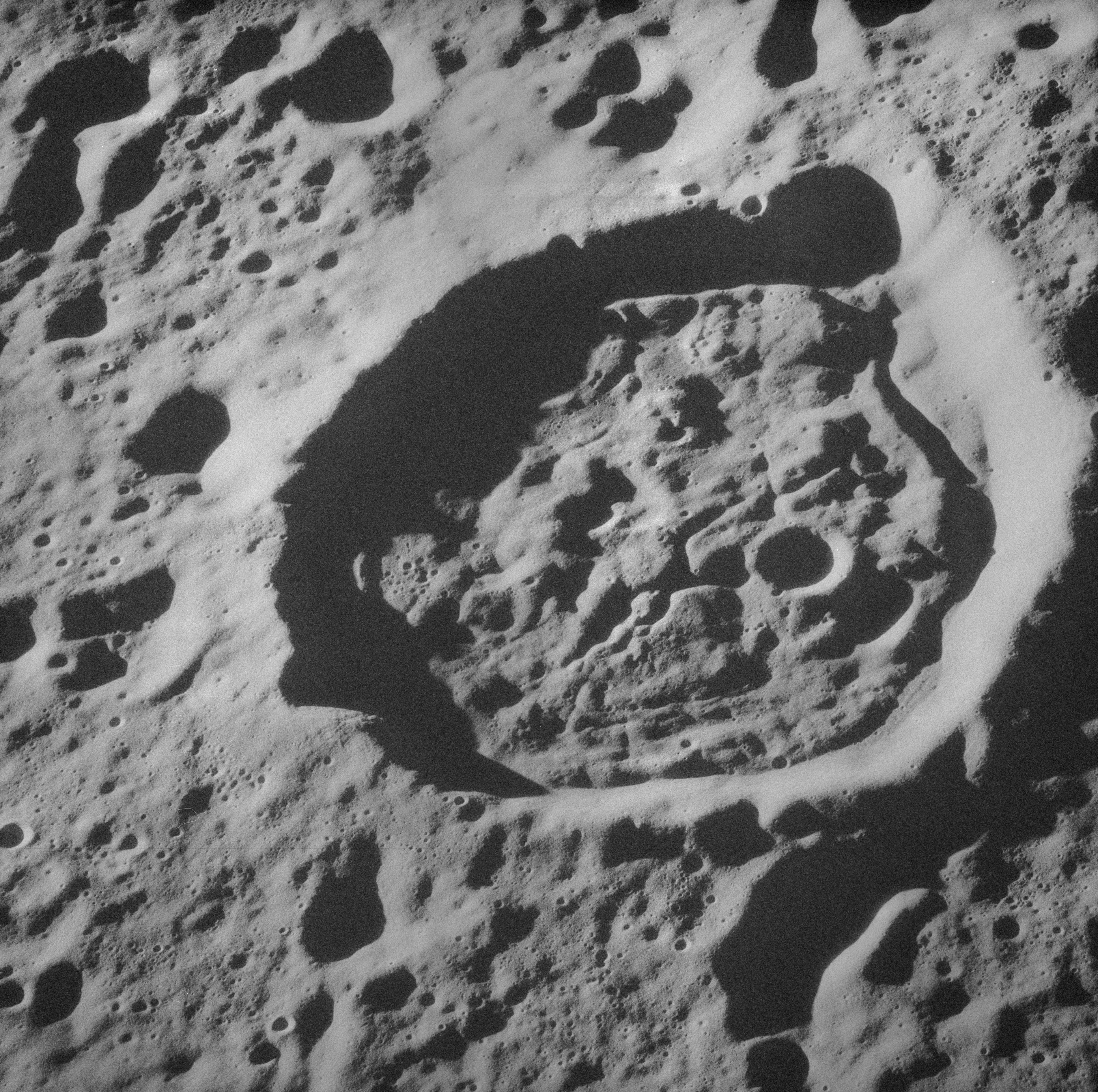
Otra imagen de Zwicky N desde el Apolo 17.

Zwicky es un cráter de impacto perteneciente a la cara oculta de la Luna. Se encuentra al oeste del cráter Aitken y está unido al borde occidental de Vertregt. Adjunto al extremo norte de Zwicky se halla Heaviside.
|  |

Es una formación considerablemente erosionada, con un borde e interior irregulares. Partes del borde sur aún sobreviven, pero el resto ha sido casi completamente erradicado. El cráter satélite Zwicky N, ubicado en medio del interior de Zwicky, tiene un suelo relativamente oscuro en comparación con el terreno circundante. Este cráter más pequeño tiene un contorno hexagonal, con paredes interiores relativamente lisas. El suelo interior es de un material con albedo inferior, que presenta una superficie agrietada. Se cree que esta configuración fue causada por el enfriamiento del material fundido, o posiblemente por un movimiento tectónico. Esto se conoce informalmente como un "suelo de cráter en forma de placas de concha de tortuga".
El cráter lleva el nombre del astrónomo Fritz Zwicky (1898-1974), un profesor de Instituto de Tecnología de California, Pasadena, pionero en el estudio de supernovas y de cúmulos de galaxias.

## Cráteres satélite
Por convención estos elementos son identificados en los mapas lunares poniendo la letra en el lado del punto medio del cráter que está más cercano a Zwicky.
|        | \| Zwicky \| Coordenadas \| Diámetro \| \| ------ \| --------------------------------- \| -------- \| \| N \| 15°55′S 167°34′E / -15.92, 167.57 \| 29.6 km \| \| R \| 18°08′S 163°35′E / -18.13, 163.59 \| 29.0 km \| \| S \| 16°05′S 162°47′E / -16.09, 162.79 \| 45.6 km \| |          |
| Zwicky | Coordenadas | Diámetro |
| N      | 15°55′S 167°34′E / -15.92, 167.57 | 29.6 km  |
| R      | 18°08′S 163°35′E / -18.13, 163.59 | 29.0 km  |
| S      | 16°05′S 162°47′E / -16.09, 162.79 | 45.6 km  |